# فريدريك جورج ستيفنز
فريدريك جورج ستيفنز (1827-1907) هو ناقد فني وكاتب إنجليزي. كان مرتبطًا بحركة جماعة ما قبل الرفائيلية. كان ستيفنز صديقًا مقربًا من العديد من فناني الحركة، بما في ذلك دانتي غابرييل روسيتي، ووليام هولمان هنت، وجون إيفريت ميليه. لعب دورًا هامًا في الترويج لأعمال البريرافيليين من خلال كتاباته النقدية ودعمه للحركة.